# Fezzano
Fezzano è una frazione di 950 abitanti del comune di Portovenere, in provincia della Spezia.

## Geografia fisica
Il paese è situato in un'insenatura nel lato occidentale del Golfo della Spezia, ai piedi del monte Castellana.
I due borghi marini di Cadimare e Fezzano sono divisi dal promontorio che, prima della rivoluzione napoleonica, sulle carte geografiche e nautiche era indicato con il nome di Punta del Cattaneo.
Fezzano è una delle tredici borgate marinare che ogni anno partecipano al Palio del Golfo. Situato tra i borghi di Le Grazie e Cadimare, Fezzano è la prima frazione del comune di Portovenere che s'incontra sull'unica strada che costeggia il litorale.

## Storia
In epoca romana l'approdo di Fezzano era l'antico fundus Alphidianus.
Alcuni scavi edlilizi effettuati nel 1920 hanno portato alla luce murature di magazzini annonari riferibili al I secolo a.C.. Si è ipotizzato che fossero adibiti alle conservazione delle scorte di cereali per la vicina base navale di Portus Lunae.
Il borgo, conosciuto come Mezzano già dal IX secolo, è citato per la prima volta il 6 gennaio 1052 in un atto di donazione da parte di Guidone Malaspina, figlio del marchese Alberto, ai monaci di San Venerio.
Secondo alcuni storici Fezzano diede i natali a Simonetta Cattaneo, nobildonna moglie di Marco Vespucci, che nel 1482 fu ritratta da Botticelli nella Nascita di Venere.
Di rilievo storico ed architettonico sono la Chiesa di San Giovanni Battista, risalente al 1740 dopo il distacco dalla parrocchia di Marola e l'Oratorio di San Nicola, risalente al 1543 circa.
Fezzano è stato comune autonomo sotto l'Impero Francese nel 1805.

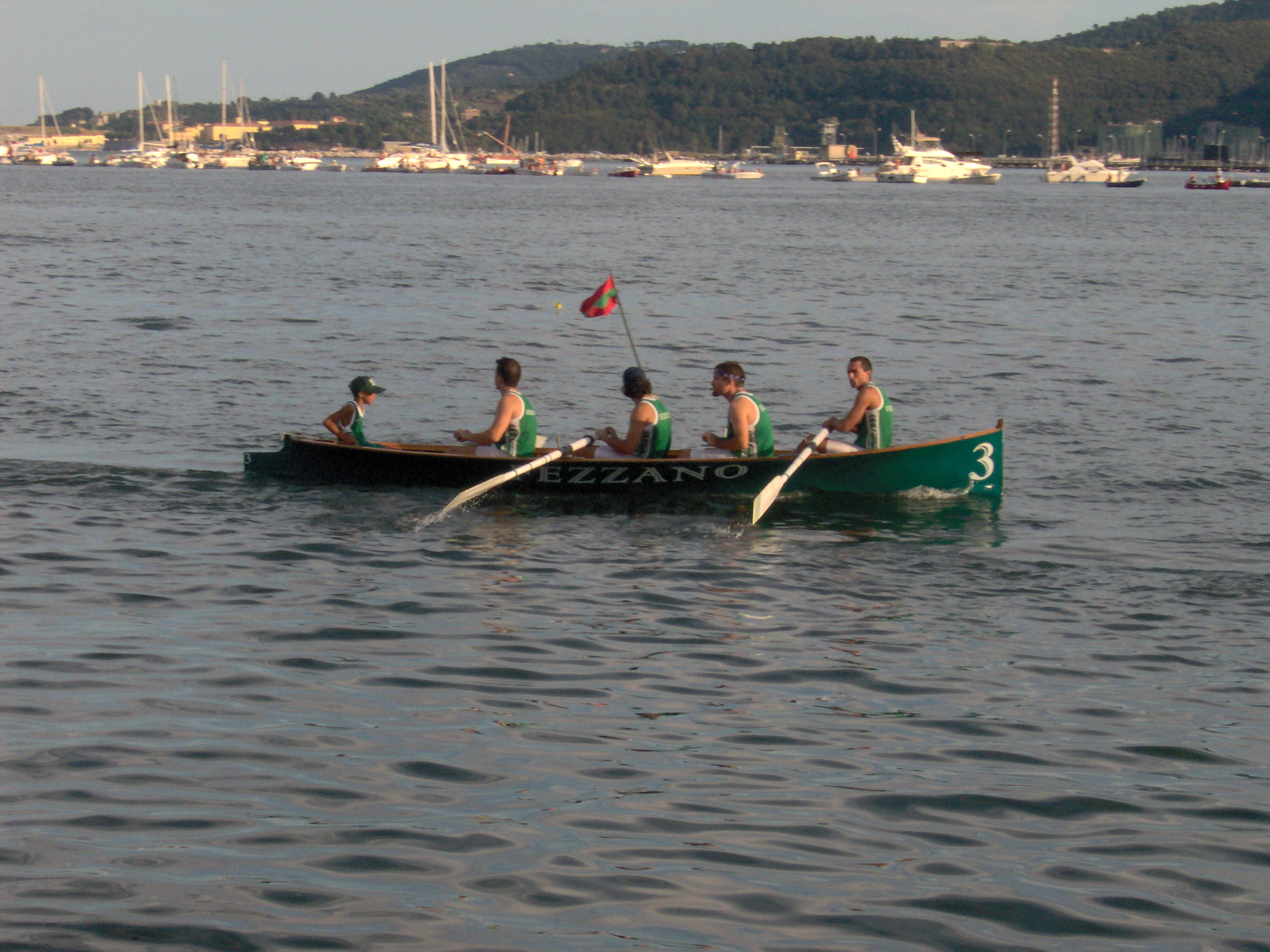
L'armo fezzanese
81° Palio del Golfo

## Società

### Evoluzione demografica
Gli abitanti al censimento X/01 nel nucleo centrale erano 933 (460 uomini, 473 donne), con le case sparse circa 950. Le famiglie residenti 429, gli edifici 213, le abitazioni 474.
| Anno | Popolazione |
| ---- | ----------- |
| 1607 | 450         |
| 1750 | 1000        |
| 1799 | 900         |
| 1808 | 758         |
| 1821 | 656         |
| 1832 | 639         |
| 1861 | 850         |
| 1881 | 1006        |
| 1901 | 1460        |
| 1921 | 1499        |
| 1931 | 1874        |
| 1936 | 1828        |
| 1948 | 1530        |
| 1951 | 1736        |
| 1961 | 1513        |
| 1971 | 1327        |
| 1981 | 1198        |
| 1991 | 1070        |

## Sport
Ha sede nella frazione la società calcistica Fezzanese che vanta alcune partecipazioni alla Serie D, la quarta divisione del campionato italiano. Nella stagione 2025-2026 militerà in Eccellenza.